# رزای موج‌سوار
رُزای موج‌سوار (به انگلیسی: Surfer Rosa) نخستین آلبوم استودیویی گروه پیکسیز است که در مارس ۱۹۸۸ توسط ۴ای‌دی پخش شد. سروده‌های آلبوم دارای درونمایه‌هایی مانند قطع عضو و هرزه‌چشمی است که با تکنیک‌های بی بدیل ضبط و همچنین نوازندگی متمایز و برجسته سازهای کوبه‌ای در ترانه‌ها همراه است. این آلبوم توسط استیو آلبینی تولید شده است. رزای موج‌سوار بسیاری از المان‌های بنیادین پیکسیز را در خود دارد. از این المان‌ها می‌توان سروده‌های به زبان اسپانیایی، نوازندگی متمایز در سازهای کوبه‌ای و اشاره‌هایی به پورتو ریکو را نام برد.
به دلیل مستقل بودن شرکت ۴ای‌دی توزیع این آلبوم در ایالات متحده به راف ترید رکوردز داده شد. رزای موج‌سوار چه در ایالات متحده و چه در انگلستان نتوانست وارد نمودارهای فروش شود. «غول‌آسا» تنها تک‌آهنگ این آلبوم بود که موفق شد در نمودار تک‌آهنگ‌های انگلستان به جایگاه ۹۳ برسد. با این وجود رزای موج‌سوار در سال ۱۹۹۲ توسط الکترا رکوردز در ایالات متحده بازپخش شد و در سال ۲۰۰۵ موفق شد گواهی طلا را از انجمن صنعت ضبط موسیقی ایالات متحده آمریکا دریافت کند.
منتقدان موسیقی از رزای موج‌سوار اغلب به عنوان یکی از بهترین آلبوم‌های راک تمام دوران یاد می‌کنند. رزای موج‌سوار در فهرست «۵۰۰ آلبوم برتر همه دوران» نشریه رولینگ استون در سال ۲۰۰۳ در جایگاه ۳۱۵، در سال ۲۰۱۲ در جایگاه ۳۱۷ و در سال ۲۰۲۰ در جایگاه ۳۹۰ قرار گرفت. ترانه «عقلم کجا رفته؟» در سال ۲۰۲۱ در فهرست «۵۰۰ ترانه برتر همه دوران» رولینگ استون در جایگاه ۴۹۰ قرار گرفت.
بسیاری از موسیقیدانان آلترناتیو راک مانند بیلی کورگن و پی‌جی هاروی از این آلبوم با نام آلبومی که الهام‌بخش آن‌ها بوده است، یاد کرده‌اند. کرت کوبین نوازنده و خواننده گروه نیروانا، رزای موج‌سوار را پایه‌ای برای ترانه‌سرایی آلبوم دوم گروه خود بی‌خیال می‌خواند. در سال ۱۹۹۳ کرت کوبین استیو آلبینی را برای تولید آلبوم در رحم نیروانا انتخاب کرد.

## پیش‌زمینه
پیش از منتشر شدن آلبوم چندآهنگهٔ بشتاب ای مسافر، آو وات-راسل سرپرست ۴ای‌دی به گروه پیکسیز پیشنهاد داد تا برای ضبط نخستین آلبوم خود به استودیو بروند. نخست قرار بر این بود که یک آلبوم جدید در فورت آپاچی استودیو ضبط شود، جایی که گروه در گذشته نوار بنفش و بشتاب ای مسافر را ضبط کرده بود. اختلافات بین کن گوز مدیر برنامه‌های گروه و گری اسمیت تولیدکنندهٔ نوار بنفش باعث شد که پیکسیز در نهایت به دنبال یک تولیدکنندهٔ تازه برای رزای موج‌سوار برود. بنا بر پیشنهاد یکی از کارکنان ۴ای‌دی، وات-راسل خوانندهٔ قبلی گروه بیگ بلک، استیو آلبینی را برای تولید آلبوم انتخاب کرد. کن گوز پیشتر یک نوار از بشتاب ای مسافر را برای آلبینی فرستاده بود. همچنین کمی پس از انتشار بشتاب ای مسافر، او آلبینی را به یک مهمانی شام در خانه نوازنده گروه دیوید لوورینگ در شهر بوستون دعوت کرد.
آلبینی در ملاقات با اعضای گروه پیکسیز دربارهٔ اینکه آلبوم بعدی چگونه باید باشد با آن‌ها صحبت کرد. به گفتهٔ آلبینی: «پس از نخستین دیدارمان برای ساخت آلبوم، روز بعد من و گروه به استودیو رفتیم». پاول کیو کولدری که در فورت آپاچی استودیو با اسمیت کار کرده بود، استودیو کیو دیویژن در شهر بوستون را به آلبینی پیشنهاد کرد. این پیشنهاد باعث ایجاد تنش بین اسمیت و کولدری شد. کولدری بعدها گفت: «گری اسمیت می‌خواست مرا بکشد! او فکر می‌کرد من می‌خواهم دسیسه‌چینی کنم تا این آلبوم رو از چنگش دربیاورم».

## ضبط و تولید
پیکسیز در دسامبر ۱۹۸۷ به استودیو کیو دیویژن رفت و ده روز را برای ساخت آلبوم رزرو کرد. ۴ای‌دی بودجه‌ای ۱۰٬۰۰۰ دلاری را برای ساخت آلبوم در نظر گرفت. دستمزد آلبینی ۱٬۵۰۰ دلار بود و او هیچ گونه حق امتیازی از ترانه‌ها دریافت نمی‌کرد. آلبینی عادت داشت که از گروه‌ها هیچ گونه حق امتیازی دریافت نکند و این کار را «نوعی اهانت به گروه» می‌دانست. جان لوپفر کارمند استودیو کیو دیویژن به عنوان دستیار استودیو به گروه تولید افزوده شد. فرایند ضبط آلبوم در همان ده روز تمام شد و میکس کردن صدای خواننده هم در همین استودیو انجام شد. آلبینی می‌خواست میکس و مسترینگ ترانه «جایی دگر» را در همین استودیو تمام کند اگرچه به گفته لوپفر: «او از میکس و مسترینگ نهایی آن ترانه راضی نبود».

### شیوه و فن ضبط آلبینی
آلبینی از شیوه‌های غیرمعمولی برای ساخت رزای موج‌سوار استفاده کرد. برای ضبط آواز کیم دیل در ترانهٔ «عقلم کجا رفته؟» و ترانهٔ «غول‌آسا» آلبینی تجهیزات را به دستشویی استودیو برد تا پژواک صدای دیل حالت یک اتاق کوچک را داشته باشد. بر طبق گفته جان مورفی همسر کیم دیل: «آلبینی صدایی که در اتاق استودیو کیو دیویژن ضبط می‌شد را دوست نداشت». آلبینی بعدها گفت: «ساخت آلبوم می‌توانست در یک هفته تمام شود، ولی ما تصمیم گرفتیم شیوه‌های تازه برای ساخت آلبوم پیدا کنیم تا ببینیم آیا چیز خوبی از آب در می‌آید یا نه». در ترانهٔ «مشکلی باهات دارم» آلبینی آواز بلک فرانسیس را به وسیله یک آمپلی‌فایر گیتار فیلتر کرد تا یک بافت ناموزون در صدای او ایجاد کند.

### شوخی در استودیو
گفتگویی بین فرانسیس و آلبینی در استودیو ضبط شد و این گفتگو در پایان ترانه «اوه اوه!» گذاشته شد. لوپفر می‌گوید: «آلبینی این کار را برای شوخی و ساخت فضای جدید در آلبوم انجام داد». در این گفتگو، هنگامی که کیم دیل برای کشیدن سیگار از استودیو خارج می‌شد فریاد می‌زند: «اگر کسی به وسایل من دست بزند، فرانسیس را می‌کشم.» که در جواب او فرانسیس پاسخ می‌دهد: «من هم تو را می‌کشم اگر کسی به وسایل من دست بزند». این ترانه از این‌جا آغاز می‌شود و فرانسیس این مکالمه را برای آلبینی توضیح می‌دهد که صدای او در این ترانه شنیده نمی‌شود. لوپفر می‌گوید: «آلبینی به خوبی می‌دانست که برای ساخت این آلبوم چه کار می‌کند».
ترانه «شگفت زده‌ام» با کیم دیل شروع می‌شود که داستانی را بازگو می‌کند که در مدرسه او معلم ورزش‌شان بچه‌باز بوده و از مدرسه اخراج می‌شود. فرانسیس در ادامه به شوخی می‌گوید: «که کیم وقتی فهمیده بود که معلمشان چه کار کرده در تلاش بوده تا وارد تیم ورزش مدرسه بشود». آلبینی دربارهٔ استفاده از این گفتگوها در رزای موج‌سوار می‌گوید: «این گفتگوها برای همیشه ماندگار شده، بنابراین فکر می‌کنم پیکسیز مجبور هستند بگویند که با این ایده موافق بودند. هرچند می‌دانم که اگر من این ایده را به آن‌ها نمی‌دادم، هرگز به ذهنشان خطور نمی‌کرد. این گفتگوها در برخی از آلبوم‌ها ممکن است سرگرم‌کننده باشند، ولی به نوعی احساس می‌کنم که در این آلبوم کمی جالب نیست».

## موسیقی
همانند آلبوم بشتاب ای مسافر، در ساخت رزای موج‌سوار نیز از بسیاری از سبک‌های گوناگون استفاده شده است. ترانه‌های پاپ راکی همانند «رخسار شکسته»، «بدنم را خورد کن» و «آجر قرمز است» در کنار ترانه‌های ملودیک و آهسته تری مانند «عقلم کجا رفته؟» قرار دارند. خواننده و آهنگساز گروه بلک فرانسیس تمامی ترانه‌ها را به جز ترانه «غول‌آسا» نوشته است. ترانه «غول‌آسا» توسط او و کیم دیل نوشته شده است. همچنین این ترانه یکی از دو ترانه‌ای در آلبوم است که کیم دیل خواننده آن است.
سروده‌های روزای موج‌سوار دربارهٔ قطع عضو، هرزه‌چشمی و زنا با محارم است. در ترانه‌های «بدنم را خورد کن»، «رخسار شکسته» و «آهنگ تونی» اشاراتی به شخصیت‌های ابر قهرمانانی وجود دارد. در ترانه «غول‌آسا» اشاراتی به هرزه‌چشمی وجود دارد. ترانه‌های «دستگاه استخوانی» و «عقلم کجا رفته؟» سروده‌های دربارهٔ فلسفه و فراواقع‌گرایی دارند. سروده‌های به زبان اسپانیایی و اشاراتی به پورتو ریکو در ترانه‌های «اوه اوه!» و «بیا تا بریم» وجود دارند. ترانه «بیا تا بریم» در بشتاب ای مسافر نیز قرار داشت و برای رزای موج‌سوار دوباره ضبط شد. بسیاری از مضامینی که در آثار قبلی پیکسیز وجود داشتند در رزای موج‌سوار هم هستند، اگرچه برخلاف آلبوم‌های بعدی گروه ترانه‌های این آلبوم همگی در یک زمینه نیستند.
سروده‌های نارایج و و نابهنجار دیگری هم در آلبوم به چشم می‌خورند، مانند ترانه «کاکتوس» که توسط یک زندانی روایت می‌شود. او از دوست‌دخترش درخواست کرده لباسش را با خون لکه‌دار کند و برای او بفرستد. «غول‌آسا» دربارهٔ رابطه عشقی بین یک زن شوهر دار و یک دختر نوجوان است که براساس فیلم جنایت‌های دل نوشته شده است. فرانسیس پس از غواصی در کارائیب انگیزه نوشتن ترانه «عقلم کجا رفته؟» را پیدا کرده است. او بعدها گفت که «یک ماهی خیلی کوچولو سعی می‌کرد که مرا تعقیب کنه، نمی‌دونم چرا. خیلی دربارهٔ رفتار ماهی‌ها چیزی نمی‌دونم».

## پخش
رزای موج‌سوار در ۲۱ مارس ۱۹۸۸ توسط ۴ای‌دی در انگلستان پخش شد و هفته بعد از آن توانست وارد نمودار تک‌آهنگ‌ها و آلبوم‌های مستقل انگلستان شود. این آلبوم ۶۰ هفته در این نمودار باقی ماند و به رتبه دوم آن نیز رسید. تا اوت همان سال رزای موج‌سوار تنها در ایالات متحده و انگلستان در دسترس بود. هرچند که ۴ای‌دی حق انتشار جهانی آن را داشت اما در آن زمان ۴ای‌دی توان پخش این آلبوم را در خارج از انگلستان نداشت. زمانی که ۴ای‌دی قراردادی را با شرکت پخش موسیقی راف ترید رکوردز به امضا رساند، رزای موج‌سوار بر روی صفحه گرامافون و نوار با نام تازه رزای موج‌سوار/بشتاب ای مسافر بازپخش شد. رزای موج‌سوار/بشتاب ای مسافر بر روی لوح فشرده هم در انگلستان در دسترس بود هرچند در ایالات متحده رزای موج‌سوار و بشتاب ای مسافر جداگانه بر روی لوح فشرده پخش شدند. این دو آلبوم برای نخستین بار سوا از هم در ژانویه ۱۹۹۲ پخش شدند. الکترا رکوردز نخستین ناشری بود که این دو آلبوم را سوا از یکدیگر بازپخش کرد. پس از اینکه ۴ای‌دی حق پخش آثار پیکسیز در ایالات متحده را به‌دست‌آورد، این شرکت نیز این دو آلبوم را سوا از یکدیگر بر روی لوح فشرده بازپخش کرد. رزای موج‌سوار پس از ۱۷ سال پس از پخش نخستش توسط انجمن صنعت ضبط موسیقی ایالات متحده آمریکا در سال ۲۰۰۵، گواهی طلا را دریافت کرد. طبق گفته ام‌آرسی دیتا تا سال ۲۰۱۵ رزای موج‌سوار در ایالات متحده بیش از ۷۰۵٬۰۰۰ نسخه فروخته است.
ترانه «غول‌آسا» تنها تک‌آهنگ آلبوم بود. ترانه «غول‌آسا» و ترانه «رودخانه فرات» که پشت صفحه «غول‌آسا» بود، در می ۱۹۸۸ در بلک وینگ استودیو شهر لندن توسط گیل نورتون باز ضبط شدند. نسخه گیل نورتون توانست نظر منتقدان را به خود جلب کند اما فروش بالایی نداشت و در جایگاه ۹۳ نمودار تک‌آهنگ‌های بریتانیا قرار گرفت و تنها یک هفته در این نمودار باقی ماند. فروش کم رزای موج‌سوار برای آو وات-راسل اهمیتی نداشت. او گفت: «فروش این آلبوم پنج برابر بیشتر از بشتاب ای مسافر بوده است».

## بسته‌بندی
پوشن هنری رزای موج‌سوار فرتوری از دوست گروه است که با سینه‌های لخت در حال رقص فلامنکو است. او در مقابل دیواری که یک چلیپا و یک پوستر پاره بر روی آن قرار دارد، ایستاده است. سایمون لاربلستیر که پوشن هنری تمامی آلبوم‌های پیکسیز را بر عهده داشته است این اتاق را ساخته است. او می‌گوید: «ما نتوانستیم اتاقی را که در نظر داشتیم را پیدا کنیم، پس خودمان آن را ساختیم». به گفته لاربلستیر بلک فرانسیس زمانی که یکی از ترانه‌های آلبوم را در «بار برهنه» که پدرش صاحب آن بود می‌نوشت، ایده این فرتور به ذهنش رسید. افزودن چلیپا و پوسترهای پاره شده ایده لار بلستیر بود. در سال ۲۰۰۵ فرانسیس گفت: «امیدوارم این پوشن هنری با سلیقه شنونده همخوان باشد». دفترچه آلبوم نگاره‌های بیشتری از این زن رقاص دارد و او را در چندین حالت دیگر نشان می‌دهد. هیچ متنی از سروده‌های ترانه‌ها یا اسمی از افراد گروه در این دفترچه نیست.
نگاره‌های این دفترچه تنها در یک روز کاری در میخانه‌ای روبرو دفتر ۴ای‌دی گرفته شده‌اند. به گفته لار بلستیر: «این میخانه یکی از معدود مکان‌هایی بود که یک صحنه اجرا داشت و می‌شد در آن اتاقی را که ما می‌خواستیم، ساخت». در مصاحبه ای با جوی پرس در سال ۱۹۸۸ بلک فرانسیس پوشن آلبوم را با نام: «یک دختر موج سوار خواند که در امتداد کرانه دریا راه می‌رود و یک تخته موج سواری دارد». وقتی از او دربارهٔ برهنگی آن زن پرسیدند او پاسخ داد: «برای اولین آلبوم مان گفتم که برهنگی نیاز است. من بدن زیبا را دوست دارم، نه لزوماً فقط بدن زن‌ها بلکه هر بدن زیبایی که باشد. مانند آن سری از پیام‌های بازرگانی شرکت کلوین کلاین که آبسشن نام داشت». به گفته ملودی میکر: «این آلبوم در ابتدا «غول‌آسا» نام داشت اما پیکسیز می‌ترسیدند که مفهوم آن باتوجه به پوشن آلبوم به گونه دیگر برداشت شود.» نام آلبوم از ترانه «اوه اوه!» می‌آید که در آن ترانه گزاره «می بوسمش من، زمانی که با رزای موج‌سوار سکس دارم» خوانده می‌شود.

## بازخورد منتقدان
| بررسی انتقادی                  | بررسی انتقادی |
| منبع                           | رتبه‌بندی      |
| ------------------------------ | ------------- |
| آل میوزیک                      | [ ۲۵ ]        |
| بلندر                          | [ ۳۸ ]        |
| موجو                           | [ ۳۹ ]        |
| ان‌ام‌ئی                         | [ ۴۰ ]        |
| پیچفورک                        | [ ۴۱ ]        |
| گام به گام موسیقی رولینگ استون | [ ۴۲ ]        |
| ساوند                          | [ ۴۳ ]        |
| اسپین                          | A+            |
| گام به گام موسیقی اسپین        | [ ۴۵ ]        |
| د ویلج ویس                     | B             |

رزای موج‌سوار در انگلستان تحسین منتقدان را برانگیخت. ایان کرانا منتقد مجله کیو نوشت: «آنچه که پیکسیز را از گروه های دگر متمایز می‌کند ملودی به یاد ماندنی آنهاست». او خاطرنشان کرد که: «پیکسیز آینده درخشانی درپیش رو دارند». مارک سینکر نویسنده ان‌ام‌ئی در مارس ۱۹۸۸ نوشت: «پیکسیز آنقدر گروه متفاوتی است که گذشته را مجبور می‌کند تا شبیه‌اش بشود». دیو هندرسون منتقد آندرگروند نوشت: «ترانه‌های آلبوم به خوبی نوشته و تولید شده‌اند. رزای موج سوار شنونده را در خود غرق می‌کند». جان دوگان نویسنده مجله اسپین رزای موج‌سوار را با نام «زیبا و خشن» توصیف کرد. مجله اسپین پیکسیز را گروه سال نامید. رابرت کریستگاو در نقد سال ۱۹۸۹ خود برای روزنامه د ویلج ویس: «ریف‌های گیتار آلبوم را خوب و ریتم‌های آن‌ها را منحصربه‌فرد دانست اما منتقدانی که پیکسیز را با نام «گروه سال» می‌نامیدند سرزنش کرد». او باور داشت این منتقدان پیکسیز را پیش از اندازه بزرگ کرده‌اند. کریستگاو در نقد خود در سال ۲۰۰۳ برای آلبوم نوار بنفش نوشت: «در ابتدا سروده‌های فرانسیس مقداری آزاردهنده بودند اما بعد از گذشته این سال‌ها سروده‌های رزای موج‌سوار بسیار جسورانه، خنده‌دار بودند و از نظر آهنگسازی و تولید پیشگام و نوآور زمان خود بوده است».
در پایان سال ۱۹۸۸ از رزای موج‌سوار با نام یکی از بهترین آلبوم‌های آن سال یاد می‌شد. مجلات ملودی میکر و ساوند رزای موج‌سوار را آلبوم سال خود نامیدند. ان‌ام‌ئی و رکورد میرور این آلبوم را به ترتیب در جایگاه‌های دهم و چهاردهم فهرست‌های خود قرار دادند. برخی از نشریات موسیقی در آن سال‌ها رزای موج‌سوار را به نام یکی از با ارزش‌ترین آلبوم‌های آلترناتیو راک دهه ۱۹۸۰ خواندند. این آلبوم در چندین فهرست بهترین آلبوم‌های تمام دوران ظاهر شده است و از آن با نام یکی از بهترین آلبوم‌های دهه ۱۹۸۰ یاد می‌شود.

## میراث
رزای موج‌سوار به همراه شیوه و فن تولید آلبوم استیو آلبینی بر آلترناتیو راک و گرانژ تأثیر بسیاری گذاشتند. کرت کوبین خواننده گروه مشهور نیروانا از رزای موج‌سوار با نام پایه و بنیاد آلبوم بی خیال گروه خود یاد می‌کند. زمانی که کوبین برای نخستین بار این آلبوم را شنید، ریف‌های سنگین به همراه بانگ زیاد و ملودی پاپ گونه آن الگوی آهنگسازی او شدند. کوبین در سال ۱۹۹۲ گفت: «ترانه‌های که در رزای موج‌سوار بودند مانند ترانه‌های بودند که من می‌نوشتم اما آنها را دور می‌انداختم زیرا می‌ترسیدم آنها را برای کسی بنوازم». کوبین استیو آلبینی را به خاطر حضور او در رزای موج‌سوار، او را برای تولید سومین آلبوم نیروانا در رحم استخدام کرد. بیلی کورگان خواننده اسمشینگ پامپکینز دربارهٔ رزای موج‌سوار می‌گوید: «وقتی این آلبوم شنیدم با خودم گفتم عجب چیزیه. آلبوم نابی بود». کورگان نوازندگی و صدای سازهای کوبه ای آلبوم را بی مانند و ویژه خواند و گفت: «ما در گروه خودمان، رزای موج‌سوار را همیشه گوش می‌دادیم تا آلبوم‌های خودمان رو نیز شبیه این آلبوم کنیم». خواننده راک پی جی هاروی گفت: «رزای موج‌سوار ذهن من را مخدوش کرد». او بلافاصله به دنبال استیو آلبینی رفت تا از او در تولید آلبوم‌های خود کمک بگیرد. کوبین در یادداشت‌های خود در سال ۱۹۹۳ رزای موج‌سوار را به عنوان یکی از ۵۰ آلبوم برتری که به نظر او بیشترین تأثیر را بر گروه نیروانا گذاشتند، فهرست کرد.
نزدیکان گروه نیز تحت تأثیر این آلبوم قرار گرفتند. آو وات-راسل می‌گوید: «به یاد دارم زمانی که اولین بار این آلبوم را شنیدم با خوم گفتم که نمی‌دانستم گروه پیکسیز می‌تواند آلبومی به مانند گروه د فال درست کنند. این تنها چیزی بود که ذهن من را درگیر خودش کرد». گری اسمیت که در آن زمان با گروه در تنش بود گفت: «واقعاً خوشحال شدم که آنها چنین آلبوم ویژه و خوبی ساختند». جی ماسیکس از گروه دایناسور جونیور با مقایسه رزای موج‌سوار با آلبوم‌های بعدی پیکسیز مانند باسانووا و دنیا رو خر کن گفت: «تولید آلبینی بسیار بهتر از بقیه است».
در سال ۱۹۹۱ زمانی که پیکسیز مشغول ضبط دنیا رو خر کن بودند آلبینی در گفتگوی با مجله فورس اکسپوژرز گفت: «رزای موج‌سوار مانند تکه‌های کوچک از نانی هستند که تکه‌تکه شده و از دست رفته است. گروهی که می‌توانست تبدیل یه یکی از ماندگارترین گروه‌های تاریخ شود تبدیل به گروهی شده است که برای دانشجویان، موسیقی درست می‌کند». او ادامه داد: «تا به امروز گاوی به مانند این چهار نفر ندیدم که به آسانی توسط مدیر برنامه و شرکت موسیقیشان کنترل و هدایت شوند.». در سال ۲۰۰۵ آلبینی بابت این گفته خود از پیکسیز پوزش خواست و گفت: «تا به امروز از انجام آن گفتگو پشیمان هستم». در سال ۲۰۲۳ او گفت: «رزای موج‌سوار آلبوم بسیار بهتری از آن چیزی بود که در آن زمان فکر می‌کردم».

### جوایز
| نشریات       | کشور         | فهرست                                 | سال  | جایگاه |
| ------------ | ------------ | ------------------------------------- | ---- | ------ |
| موجو         | انگلستان     | ۱۰۰۰ سی دی برتر موجو                  | ۲۰۰۱ | *      |
| موزیک اکسپرس | آلمان        | ۵۰ آلبوم برتر دهه ۸۰ میلادی           | ۲۰۰۳ | ۲      |
| پیچفورک      | ایالات متحده | ۱۰۰ آلبوم برتر دهه ۱۹۸۰               | ۲۰۰۲ | ۷      |
| پیور پاپ     | مکزیک        | ۱۰۰ آلبوم برتر همه دوران              | ۱۹۹۳ | ۲۲     |
| کیو          | انگلستان     | ۲۰ آلبوم گرانبار همه دوران            | ۲۰۰۱ | *      |
| رولینگ استون | ایالات متحده | ۵۰۰ آلبوم برتر همه دوران              | ۲۰۰۳ | ۳۱۵    |
| رولینگ استون | ایالات متحده | ۵۰۰ آلبوم برتر همه دوران              | ۲۰۱۲ | ۳۱۷    |
| رولینگ استون | ایالات متحده | ۵۰۰ آلبوم برتر همه دوران              | ۲۰۲۰ | ۳۹۰    |
| اسپین        | ایالات متحده | ۱۰۰ آلبوم برتر ۲۰ سال گذشته           | ۲۰۰۵ | ۶      |
| تربل         | ایالات متحده | آلبوم‌های برتر دهه ۸۰ میلادی در هر سال | ۲۰۰۶ | ۱      |
| اسلنت مگزین  | ایالات متحده | برترین آلبوم‌های دهه ۱۹۸۰              | ۲۰۱۲ | ۳۶     |

(*) فهرست‌های نشان گذاری شده، جایگاه بندی نشده‌اند.

## فهرست ترانه‌ها
تمامی ترانه‌ها توسط بلک فرانسیس نوشته شده است، مگر غول‌آسا که توسط فرانسیس و کیم دیل نوشته شده است
| فهرست ترانه‌های رزای موج‌سوار | فهرست ترانه‌های رزای موج‌سوار | فهرست ترانه‌های رزای موج‌سوار |
| شماره                       | نام                         | مدت                         |
| --------------------------- | --------------------------- | --------------------------- |
| ۱.                          | «دستگاه استخوانی»           | ۳:۰۲                        |
| ۲.                          | «بدنم را خورد کن»           | ۲:۰۴                        |
| ۳.                          | «مشکلی باهات دارم»          | ۱:۴۷                        |
| ۴.                          | «رخسار شکسته»               | ۱:۲۹                        |
| ۵.                          | «غول‌آسا»                    | ۳:۵۴                        |
| ۶.                          | «رودخانه فرات»              | ۲:۳۱                        |
| ۷.                          | «عقلم کجا رفته؟»            | ۳:۵۳                        |
| ۸.                          | «کاکتوس»                    | ۲:۱۵                        |
| ۹.                          | «آهنگ تونی»                 | ۱:۵۱                        |
| ۱۰.                         | «اوه اوه!»                  | ۲:۳۲                        |
| ۱۱.                         | «بیا تا برویم»              | ۴:۲۱                        |
| ۱۲.                         | «شگفت زده‌ام»                | ۱:۴۱                        |
| ۱۳.                         | «آجر قرمز است»              | ۲:۰۰                        |
| مجموع مدت:                  | مجموع مدت:                  | ۳۳:۲۱                       |

## دست‌اندرکاران
تمام اطلاعات از لوح فشرده رزای موج‌سوار گرفته شده است.
پیکسیز
- بلک فرانسیس – آواز، گیتار ریتم، گیتار آکوستیک
- کیم دیل – گیتار باس، آواز
- جوی سانتیاگو - گیتار لید
- دیوید لاورینگ - ساز کوبه ای

فنی
- استیو آلبینی - تولیدکننده، مهندسی صدا
- سیمون لار بلستیر و وانگان الیور – پوشن هنری آلبوم، نگاره‌های دفترچه آلبوم

## گواهی‌های فروش
| منطقه                                                        | گواهی | واحد گواهی‌شده/فروش |
| ------------------------------------------------------------ | ----- | ------------------ |
| کانادا (میوزیک کانادا)                                       | طلا   | ۵۰٬۰۰۰^            |
| بریتانیا (بی‌پی‌آی) برای نسخه رزای موج‌سوار/بشتاب ای مسافر ۱۹۹۳ | طلا   | ۱۰۰٬۰۰۰^           |
| ایالات متحده (آرآی‌ای‌ای)                                      | طلا   | ۷۰۵٬۰۰۰            |
| ^ رقم توزیع تنها بر پایهٔ گواهی‌ها.                            |       |                    |

## واژه‌نامه انگلیسی
1. ↑  Ivo Watts-Russell
2. ↑  Ken Goes
3. ↑  Gary Smith
4. ↑  Paul Q. Kolderie
5. ↑  Q Division
6. ↑  Jon Lupfer
7. ↑  somewhere else
8. ↑  Oh My Golly!
9. ↑  I'm Amazed
10. ↑  Broken Face
11. ↑  Break My Body
12. ↑  Brick Is Red
13. ↑  Tony's Theme
14. ↑  Vamos
15. ↑  Surfer Rosa/Come On Pilgrim
16. ↑  Gil Norton
17. ↑  Simon Larbalestier
18. ↑  Joy Press
19. ↑   Ian Cranna
20. ↑  Mark Sinker
21. ↑   Dave Henderson
22. ↑  Underground magazine
23. ↑  John Dougan
24. ↑  The Fall
25. ↑  Dinosaur Jr.

### کتابشناسی
- Frank, Josh; Ganz, Caryn. Fool the World: The Oral History of a Band Called Pixies. Virgin Books, 2005. ISBN 0-312-34007-9.
- Sisario, Ben. Doolittle 33⅓. Continuum, 2006. ISBN 0-8264-1774-4.